# شوقي عبود
شوقي عبود وهو مدرب كرة قدم عراقي سابق، وهو عضو سابق في اللجنة الأولمبية الوطنية العراقية والاتحاد العراقي المركزي لكرة القدم، ولد في منطقة الأعظمية في بغداد عام 1927م، وتوفي في عمان ودفن فيها عام 2008م، وهو أول مدرب يقود المنتخب العراقي في ثلاث فترات تدريبية.

## سيرته المهنية
مارس الكرة في شوارع وازقة منطقة الأعظمية، قبل أن يدخل الكلية العسكرية في عام 1948م، وانتظم في عام 1954م، في دورة تدريبية لكرة القدم في انكلترا برفقة زميله عادل بشير، وتعرف خلالها على المدرب الإنكليزي وليم كوك الذي عاد معهما إلى العراق ليشرف على تدريب المنتخب العسكري، وبعد فترة قصيرة قضاها مع المنتخب العسكري لاعبا، أنتقل إلى الاشراف على الفريق مساعدا للمدرب كوك تلاها بالاشراف على عدد من الفرق المحلية كالفرقة الثالثة والفرقة الأولى، وفي عام 1961م، انتظم في دورة تدريبية ثانية مع عادل بشير في انكلترا وكانت بتنسيق من الملحق الثقافي في السفارة العراقية آنذاك إسماعيل محمد، وقاد فريق القوة الجوية في بطولة الدوري للفترة من عام 1963 وحتى 1965م، وفي عام 1958م، أصبح أمينا للسر في الاتحاد العراقي المركزي لكرة القدم، ورئيسا للاتحاد لفترة وجيزة في عام 1980م، ثم عضو في اللجنة الأولمبية الوطنية العراقية عام 1982م.

## سيرته التدريبية
يعد اللواء شوقي عبود أول مدرب ذو خلفية عسكرية يشرف على تدريب المنتخب الوطني العراقي، كما إنه أول مدرب يقود المنتخب العراقي خلال ثلاث فترات تدريبية؛ الأولى في تصفيات أولمبياد روما عام 59، والثانية في تصفيات اولمبياد طوكيو عام 1963م، والثالثة في الدورة العربية عام 1965م.
ويعتبر المدرب شوقي عبود أول من ادخل أسلوب اللعب بطريقة (4-2-4) البرازيلية إلى الملاعب العراقية، بعد أن كانت الفرق تنتهج الطرق الإنكليزية في اللعب، كطريقة (WM) التي انتهجها المدرب إسماعيل محمد، ورغم أن خلفيته التدريبية تعود إلى انكلترا، إلا إنه كان أول من تمرد على تلك الأساليب وطبق الطريقة البرازيلية الجديدة التي ظهرت للعيان بعد مونديال 1958م، والتي رأى أنها تخدم الكرة العراقية.

## فتراته التدريبية
الفترة الأولى كانت في خريف عام 1959م، عندما قاد العراق في مباراة واحدة ضمن تصفيات اولمبياد روما والتي كانت ضد منتخب لبنان في بيروت وانتهت لصالح العراق (3-صفر)، وقد تالفت تشكيلته للمباراة من : محمد ثامر وجمولي وجليل شهاب وخوشابا لاو وحاتم دواف واديسن ايشايا ويورا ايشايا وطارق محمد صالح وقاسم محمود وعمو بابا وعادل عبد الله، وقد خلفه زميله هادي عباس في قيادة المنتخب لبقية مباريات التصفيات !
الفترة الثانية كانت في أوآخر عام 1963م، وبداية 1964م، يوم قاد المنتخب في تصفيات أولمبياد طوكيو ولعب العراق مع إيران فخسر في طهران، (0-4) وتعادل سلبيا في بغداد، وتالفت تشكيلة المدرب للمباراتين من : الحارس محمد ثامر وجميل عباس ويورا وعمو بابا وعادل عبد الله واديسن وخوشابا لاو وقاسم محمود زوية وقيس حميد وهشام عطا عجاج والحارس أنور مراد وحسن علي الشهير بحسن بلة وكلبرت سامي وشامل فليح وكوركيس إسماعيل وسلمان داود، مع تكرار ثمانية أسماء من الفريق الذي دربه قبل اربع سنوات.
الفترة الثالثة والأخيرة له مع المنتخب كانت في عام 1965م، وقاد الفريق في سبع مباريات كان أولها ودية ضد المنتخب الأردني في عمان وانتهت بالتعادل السلبي، وبعدها قاد الفريق في معسكر تدريبي في مصر، خسر خلاله العراق مع ثالث الدوري المصري الترسانة بنتيجة 3-4... قبل أن يشرك المدرب قوته السريعة الضاربة في الهجوم ضد بطل الدوري الزمالك المصري..والمتمثلة بابطال السرعة الثلاث هشام عطا وقاسم محمود وقيس حميد ومعهم عمو بابا.. ليتغلب الفريق العراقي على الزمالك 3-صفر ! وفي شهر ايلول... شارك المنتخب العراقي في وقائع الدورة العربية الرابعة في القاهرة... ورغم المستوى الجيد الذي ظهر عليه الفريق إلا أن الحظ جانبه ليفشل في بلوغ الدور نصف النهائي.... حيث حقق العراق الفوز على اليمن الجنوبية 6-صفر... وتعادل مع لبنان سلبيا ومع فلسطين بهدف لهدف... وخسر مع المنتخب المصري 0-1... ! وتالفت تشكيلة المدرب للدورة من : جمولي-عمو بابا -محمد ثامر-حسين هاشم-هشام عطا-جبار رشك-قاسم محمود-قيس حميد-سلمان داود-حامد فوزي-لطيف شندل-حسن بلة-صاحب خزعل-شامل فليح-شدراك يوسف-عبد كاظم-كوركيس إسماعيل-باسل مهدي-نوري ذياب-محمد عبد المجيد-كلبرت سامي -محمد نجم... !